# The Trail of the Lonesome Pine
 The Trail of the Lonesome Pine és una pel·lícula de Henry Hathaway estrenada el 1936.

## Argument
Lonesome Pine. Un racó perdut de l'Amèrica salvatge on dues famílies, els Tolliver i els Falin, lliuren un combat ancestral. Aquest odi ha estat jalonat de nombroses morts, d'una part i de l'altra. Un dia, Jack Hale, un enginyer, ve a construir una via fèrria a través del país. Aconsegueix una conciliació amb els dos clans, que li permet travessar el seu territori respectiu per tal de posar-hi els rails del futur ferrocarril. Però Hale és un home instruït que porta amb ell els costums de la ciutat a aquesta regió on els homes han continuat sent salvatges i illetrats i on el progrés no ha penetrat. Les tensions es fan evidents al si de cada família, tensions que els precipitaran en una tragèdia.

## Repartiment
- Sylvia Sidney: June Tolliver
- Fred MacMurray: Jack Hale
- Henry Fonda: Dave Tolliver
- Fred Stone: Judd Tolliver
- Nigel Bruce: Thurber
- Beulah Bondi: Melissa Tolliver
- Robert Barrat: Buck Falin
- Spanky McFarland: Buddie Tolliver
- Fuzzy Knight: Tater
- Otto Fries: Corsey
- Samuel S. Hinds: el xerif
- Alan Baxter: Clay Tolliver
- Henry Brandon: Wade Falin
- Bob Kortman: Gorley Falin

## Al voltant de la pel·lícula
És una de les primeres pel·lícules rodades en technicolor. El treball sobre el color i la fotografia (amb profunditat de camp) és prou extraordinari per a l'època. The Trail of the Lonesome Pine  continua sent un èxit brillant, però massa desconegut, en la carrera de Henry Hathaway'.